# Agulla bractea
Agulla bractea är en halssländeart som beskrevs av Carpenter 1936. Agulla bractea ingår i släktet Agulla och familjen ormhalssländor. Inga underarter finns listade i Catalogue of Life.